# Octave Hamelin
Octave Hamelin, född 22 juli 1856, död 11 september 1907, var en fransk filosof.
Hamelin var med utgångspunkt från Charles Renouviers filosofi starkt påverkad av Immanuel Kant och Friedrich Hegel och utvecklade en "integral rationalism" vilken betraktade den vanliga empirismen som ett blott provisioriskt tänkesätt och överallt ville fullständiga den analytiska metoden med en syntetisk. Hamelins huvudarbete var Essai sur les éléments principaux de la représentation (1907), till vilket slöt sig gedigna monografiska arbeten över Aristoteles, Descartes och Renouvier (utgivna 1927 av Paul Mouy). Till Hamelins lärjungar räknas René Le Senne och Dominique Parodi.